# Johann Schinkel

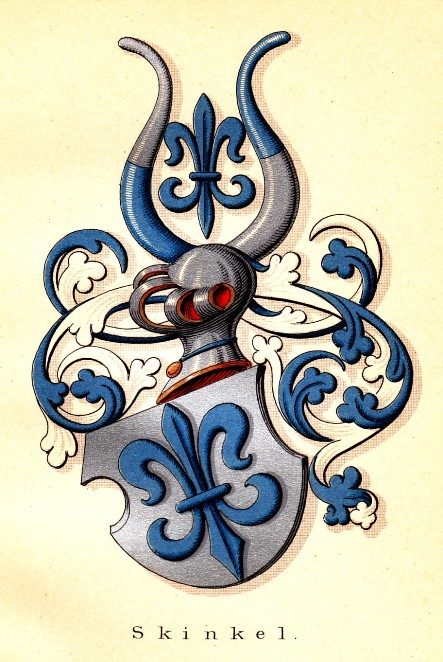
Familienwappen Skinkel

Johann Schinkel, dänisch: Johan Skinkel (* 1730; † 1790), war ein dänischer Generalmajor.

## Leben

### Herkunft und Familie
Schinkel gehörte einem dänischen Adelsgeschlecht an. Seine Eltern waren der dänische Generalleutnant Niels Juel Skinkel († 1772) und Anne Elisabeth von der Maase. 
Mit ihm ist seine Familie im Mannesstamm erloschen. Jedoch hinterließ er einen natürlichen Sohn, Johan Schinkel Sommer (1786–1850).

### Laufbahn
Schinkel, der wie sein Vater in der dänischen Armee als Offizier diente, übernahm am 17. Juni 1785 als Chef das Kavallerie-Regiment Baudissin. Er hat seinen Abschied als Generalmajor genommen.